# Mennica w Łobżenicy

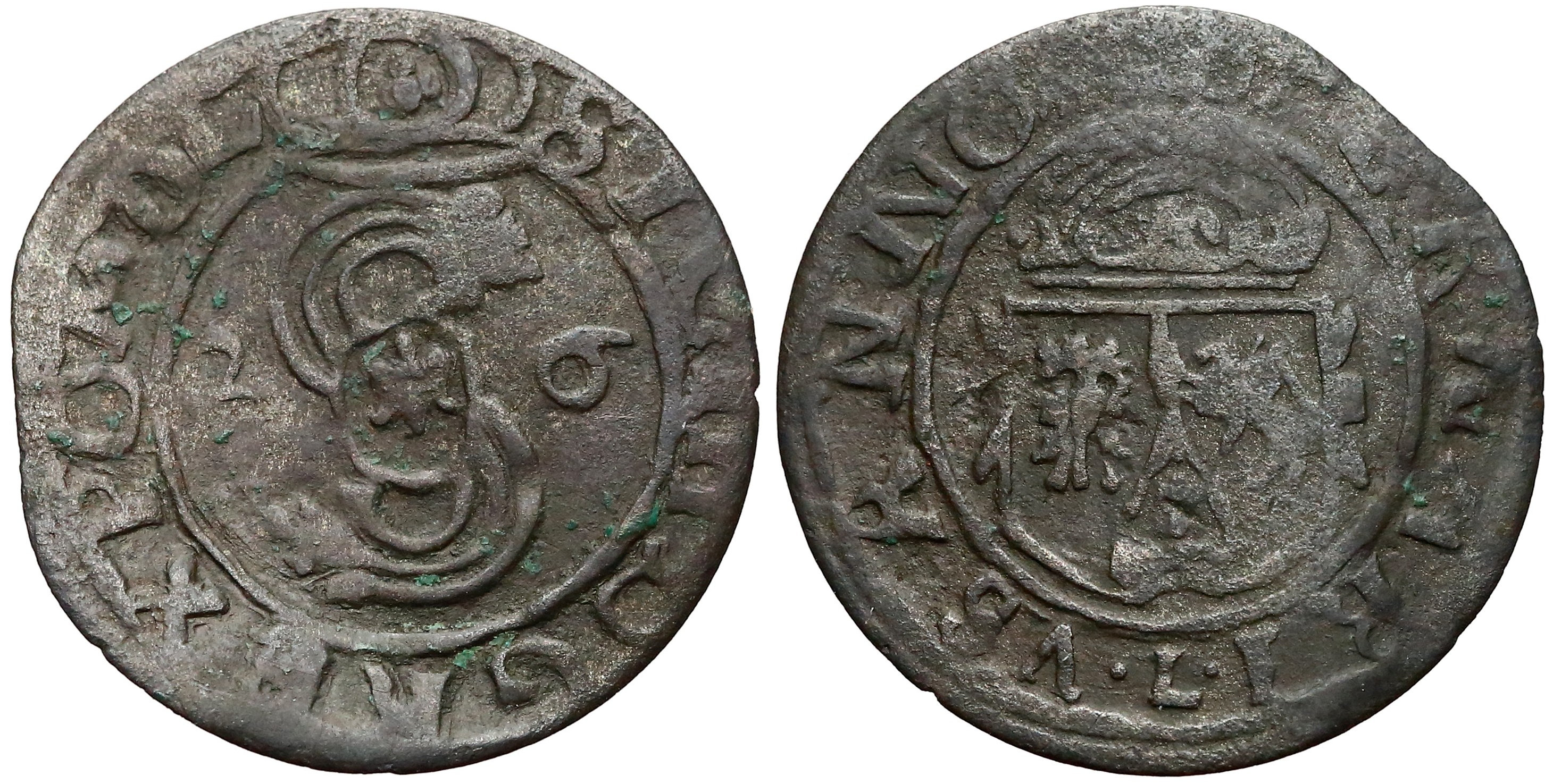
Trzeciak koronny (1626) bity w Łobżenicy

Mennica w Łobżenicy – prywatna mennica, w miejscowości o tej samej nazwie. Zakład działał, według niepełnych źródeł, już pod koniec XVI w. (1584–1601?), na równi z mennicami poznańską i wschowską. Według wiarygodnych źródeł Łobżenica funkcjonowała:
- w latach 1612–1628, gdy biła denary (1612–1615, 1622–1624) i ternary (1623–1628),
- w 1630 r. – produkcja ternarów koronnych.

Mennica była usytuowana nad rowem odprowadzającym wodę z jeziora Lepsze do rzeczki Łobżonka. 
- W 1612 r. mennice należała do kasztelana kaliskiego A. Krotowskiego.
- Do pożaru z 1615 r. mennicą zarządzał J. Beker z Magdeburga.
- W 1622 r., po śmierci Krotowskiego, została przejęta przez jego zięcia M. Sieniawskiego.
- Za Krotowskiego i Sieniawskiego na monetach umieszczano herb Krotowskiego – Leszczyc (Bróg), a od 1625 r. dodatkowo literę L (od Łobżenica).
- Mincerzem zatrudnionym przez Sieniawskiego był H.J. Meinhard, który odbudował mennicę na własny koszt i wyposażył ją w walce mennicze.